# Wolfgang Naucke
Wolfgang Naucke (* 8. Juni 1933 in Carlsfeld) ist ein deutscher Rechtswissenschaftler und ehemaliger Universitätsprofessor.

## Leben
Wolfgang Naucke wuchs in Roitzsch als Sohn eines Arztes, der ab Kriegsbeginn Offizier im Sanitätsdienst war, auf. Die Volksschule besuchte Naucke von 1939 bis 1943 in Roitzsch und Marktbreit am Main und anschließend die Oberschule in Bitterfeld, die er bis 1947 besuchte. Der damaligen Zeit entsprechend war Naucke von 1943 bis Kriegsende Mitglied im Jungvolk. Bei Kriegsende wurde Nauckes Heimat zunächst von amerikanischen Truppen besetzt. Nach dem Wechsel zur sowjetischen Besatzungszone fiel Nauckes NS-belastete Familie in der dörflichen Hierarchie an das untere Ende. 1947 floh deshalb Nauckes Familie in die britische Besatzungszone, in der auch sein Vater als Kriegsgefangener lebte. Naucke besuchte bis 1952 die Oberschule in Bad Segeberg, wo er im Februar des Jahres das Abitur ablegte.
Naucke studierte Rechtswissenschaft in Kiel, Lausanne und Glasgow und absolvierte das Erste und Zweite Juristische Staatsexamen.
Zwischen 1964 und 1971 war Naucke Professor an der juristischen Fakultät der Christian-Albrechts-Universität zu Kiel. Von 1971 an lehrte Naucke an der Johann Wolfgang Goethe-Universität Frankfurt am Main, wo er 1998 emeritiert wurde. Naucke war zwischenzeitlich Richter am Schleswig-Holsteinischen Oberlandesgericht und am Oberlandesgericht Frankfurt am Main. Schwerpunkte seiner rechtswissenschaftlichen Arbeit waren Strafrecht, Strafprozessrecht, Kriminologie, Rechtsphilosophie und die neuere Strafrechtsgeschichte.

## Veröffentlichungen (Auswahl)
- Kant und die psychologische Zwangstheorie Feuerbachs (= Kieler rechtswissenschaftliche Abhandlungen, Bd. 3). Hansischer Gildenverlag, Hamburg 1962 (= Dissertation Universität Kiel).
- Zur Lehre vom strafbaren Betrug. Ein Beitrag zum Verhältnis von Strafrechtsdogmatik und Kriminologie (= Kriminologische Forschungen, Bd. 3). Duncker & Humblot, Berlin 1964 (= Habilitationsschrift Universität Kiel).
- Über die juristische Relevanz der Sozialwissenschaften. Metzner, Frankfurt/M. 1972, ISBN 3-7875-5220-0.
- Strafrecht. Eine Einführung (= Juristische Lernbücher, Bd. 3/4). Metzner, Frankfurt/M. 1975, ISBN 3-7875-3205-6 (10. Aufl.: Luchterhand, Neuwied 2002, ISBN 3-472-05246-5).
- Tendenzen in der Strafrechtsentwicklung. C. F. Müller, Karlsruhe 1975, ISBN 3-8114-0030-4.
- Rechtsphilosophische Grundbegriffe (= Juristische Lernbücher, Bd. 19). Metzner, Frankfurt/M. 1982, ISBN 3-7875-3239-0 (4. Auflage: Luchterhand, Neuwied 2000, ISBN 3-472-04406-3).
- Die strafjuristische Privilegierung staatsverstärkter Kriminalität (= Juristische Abhandlungen, Bd. 29). Klostermann, Frankfurt/M. 1996, ISBN 3-465-02854-6.
- Gesetzlichkeit und Kriminalpolitik. Abhandlungen zum Strafrecht und zum Strafprozessrecht (= Juristische Abhandlungen, Bd. 34). Klostermann, Frankfurt/M. 1999, ISBN 3-465-02994-1.
- Über die Zerbrechlichkeit des rechtsstaatlichen Strafrechts. Materialien zur neueren Strafrechtsgeschichte (= Juristische Zeitgeschichte, Abt. 1, Bd. 4). Nomos, Baden-Baden 2000, ISBN 3-7890-6571-4.
- Der Begriff der politischen Wirtschaftsstraftat. Eine Annäherung (= Rechtsgeschichte und Rechtsgeschehen. Kleinere Schriften, Bd. 33). LIT, Berlin/Münster 2012, ISBN 978-3-643-11570-6.
- Negatives Strafrecht. 4 Ansätze (= Rechtsgeschichte und Rechtsgeschehen. Kleinere Schriften, Bd. 42). LIT, Berlin/Münster 2015, ISBN 978-3-643-13198-0.
- Strafrecht als politische Macht. Beiträge zur juristischen Zeitgeschichte. De Gruyter, Berlin 2023, ISBN 978-3-11-128388-3.